# Epermenia theimeri
Epermenia theimeri is een vlinder uit de familie borstelmotten (Epermeniidae). De wetenschappelijke naam is voor het eerst geldig gepubliceerd in 2001 door Gaedike.
De soort komt voor in Europa.